# Angelique de Bruijne
Angelique de Bruijne (Sluiskil, 15 maart 1973) is een Nederlands (theater- en stem)actrice.
Ze studeerde af aan de Toneelacademie Maastricht en kreeg vervolgens enkele theaterrollen bij Het Nationale Toneel. Ze had rollen in de televisieserie SamSam, de televisiefilm Marrakech en de langspeelfilms De zwarte meteoor, De zeemeerman en Wilde Mossels. In De indiaan uit 2009 speelde ze de moeder van Koos.
Bij de nasynchronisatie van Toy Story 2 , Toy Story 3 en Toy Story 4 was ze in Nederland te horen als de cowgirl Jessie. Ook deed ze dit voor de korte Pixar-films Partysaurus Rex, Hawaiian Vacation, Small Fry, Toy Story of Terror! en Toy Story That Time Forgot en het computerspel Disney Infinity. In de Nederlandse nasynchronisatie van de Deense animatiefilm Cirkeline 2: Ost og kærlighed de stem van Millie.

## Filmografie
- De Ring (3 afleveringen) - baliemedewerkster (2024)
- Het verhaal van Nederland (afl. Patriotten en Prinsgezinden) - Renate Huydecoper (2022)
- Goede tijden, slechte tijden (afl. 6544) - Sanne Elbertse (2022)
- Flikken Maastricht (afl. Brand) - Ellen Peeters (2022)
- April, May en June - vrouw Rogier (2019)
- Grenslanders (2 afleveringen) - Carina Biegel (2019)
- SpangaS (3 afleveringen) - Kees Baars (2018)
- Tonio - kraamverpleegster (2016)
- Moordvrouw (2 afleveringen) - agent Debbie (2016)
- Flikken Rotterdam  (1 aflevering) - Meerthe Hanema (2016)
- Overspel (2 afleveringen) - Sociaal werkster (2013)
- Van Gogh; een huis voor Vincent (afl. Nuenen) - Margot Begeman (2013)
- Webcam  - Germa (2011)
- Flikken Maastricht (afl. Aangereden) - Sofie Jonkers (2011)
- Overmorgen - Agnes (2010)
- De co-assistent (afl. Geluk bij een ongeluk) - Inge Bart (2009)
- Summertime - Anouk (2009)
- De indiaan - Tjitske (2009)
- Gooische Vrouwen (afl. 4.6) - Danielle (2008)
- Keyzer & De Boer Advocaten (afl. Ben's Garage) - Paula Heijmans (2008)
- Het mysterie van de sardine - Prudence (2005)
- Drijfzand - Kapster (2004)
- Russen (afl. Wraakengel) - Chantal (2003)
- www.eenzaam.nl - Tanje (2003)
- Hartslag (afl. Als de lente komt) - Sjoukje Raaymakers  (2002)
- Snapshots - serveerster op de boot (2002)
- SamSam (seizoen 8) - Tessa de Graaf (2001)
- Spangen (afl. Verraad) - Angelique Verdonk  (2001)
- De zone -  Amanda (2001)
- De zwarte meteoor - buurvrouw (2000)
- Wilde Mossels - Janine (2000)
- Het negende uur - Secetaresse (2000)
- Lek - vrouw van Jack (2000)
- Dichter op de zeedijk (2000)
- Los taxios  (1998)
- Consult (afl. Ik denk aan je) -  Natasja Verolme (1996)
- Mortinho por Chegar a Casa - Tina (1996)
- Marrakech  - Doreen (1996)
- De zeemeerman - Suzy (1996)